# Mesoleuca vestata
Mesoleuca vestata là một loài bướm đêm trong họ Geometridae.